# 粗根韭
粗根韭（学名：Allium fasciculatum）是葱科葱属的植物。分布在锡金、尼泊尔、不丹以及中国大陆的西藏、青海等地，生长于海拔2,200米至5,400米的地区，见于山坡、草地以及河滩沙地，目前尚未由人工引种栽培。